# Майкл Сендел
Майкл Сендел (нар. 5 березня 1953, Міннеаполіс) — американський політичний теоретик, професор Гарвардського університету, спеціалізується в галузі політичної філософії і політології. Його курс «Справедливість» — курс Гарвардського університету, який став вперше доступним в Інтернеті та на телебаченні. Його було переглянуто десятками мільйонів людей у всьому світі, зокрема в Китаї, де Сендела названо «найвпливовішим іноземним діячем року» (China Newsweek). Він також відомий своєю критикою Джона Роулза «Теорія правосуддя» у своїй першій книзі «Лібералізм і межі правосуддя» (1982). Був обраний членом Американської академії мистецтв і наук 2002 року.